# 双电层力

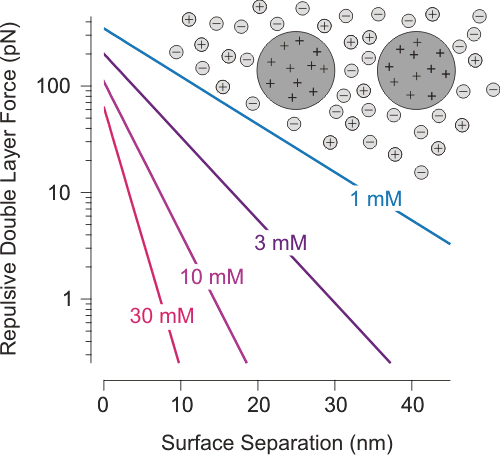
单价电解质溶液中两带电胶体粒子之间的作用力，胶体粒子半径为1 μm 表面电荷密度为。带电胶体粒子之间的相互作用被电解质离子所屏蔽。

双电层力（英語：double layer forces）是表征双电层相互作用的物理量，是液体（特别是极性溶剂中，比如水）中，两带电体之间的渗透压，力程与德拜长度大约同量级，即纳米或比纳米小一个量级，大小随带电体表面电荷密度或表面电势的增大而增大。两个带相同电荷的带电体之间的双电层力为排斥力，远离带电体的地方，随二者间距呈指数衰减，如右图所示。两带电体所带电荷不等且间距较小时，双电层力有可能是吸引力。DLVO理论把双电层力和范德瓦耳斯力都考虑进来，可以估计两胶体粒子之间的相互作用势。
水溶液中带电表面附近会形成双电层，第一层是带电表面，第二层是扩散层，包括在带电表面积聚的反离子（counterion, 即电荷与带电表面相反的离子）和排空的共离子（coion, 即电荷与带电表面相图的离子）。两带电体的电势会造成离子在带电体之间有个分布，这种分布会造成渗透压，这就是带电体之间相互作用的来源。
日常生活中可以体验到双电层力。当你用肥皂洗手，吸附在皮肤上的肥皂分子会使皮肤带负电，光滑的感觉就是双电层斥力引起的。双电层力在许多胶体体系和生物体系中有着重要作用，比如直接影响着体系的稳定性和流变性质，以及胶体晶体的形成。

## 泊松-玻尔兹曼模型

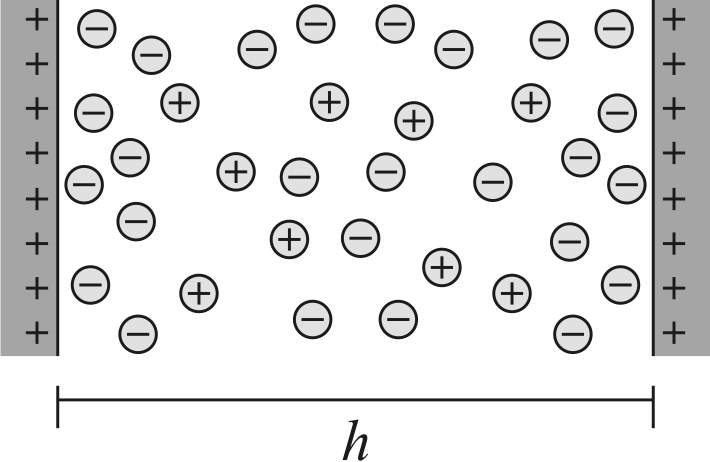
电解质溶液中两带电平面示意图。两平面的间距为 h。

描述双电层最常用的模型是泊松-玻尔兹曼模型（PB model），由此模型可以定量讨论双电层力。以两带电平面为例，介绍PB模型给出的双电层力。这一体系单位面积的自由能为：
{\displaystyle {\mathcal {F}}=\int f\mathrm {d} z}
{\displaystyle f={\frac {\epsilon }{8\pi }}(\psi '')^{2}+k_{B}T\left[n_{+}(z)\ln {\frac {n_{+}(z)}{n_{0}}}+n_{-}(z)\ln {\frac {n_{-}(z)}{n_{0}}}+n_{+}(z)+n_{-}(z)-2n_{0}\right]}
其中 {\displaystyle \epsilon }为溶液的介电常数，{\displaystyle \psi (z)}为溶液中的电势，{\displaystyle n_{+}(z)}和{\displaystyle n_{+}(z)}分别是正负离子的密度分布，{\displaystyle n_{0}}为本体溶液中离子的密度，{\displaystyle k_{B}T}为无规热能。于是渗透压为
{\displaystyle \Pi =-{\frac {\delta {\mathcal {F}}}{\delta h}}}
考虑到体系的对称性，则有
{\displaystyle {\frac {\Pi }{k_{B}T}}=n_{+}(h/2)+n_{-}(h/2)-2n_{0}}
渗透压不一定非得在两平面的对称中心计算，实际上可以在两平面之间任意一点来计算，尽管表达式会有所不同，但所得的结果是一样的。
电势满足泊松方程
{\displaystyle \nabla ^{2}\psi (\mathbf {r} )=-{\frac {4\pi e}{\epsilon }}[z_{+}n_{+}(\mathbf {r} )+z_{-}n_{-}(\mathbf {r} )]}
其中{\displaystyle z_{+}}和{\displaystyle z_{-}}分别是正负离子的离子价，{\displaystyle e}为单位电荷的电量。
在热力学平衡态，离子的分布为玻尔兹曼分布：
{\displaystyle n_{\pm }(\mathbf {r} )=n_{\pm }^{0}e^{-z_{\pm }e\psi (\mathbf {r} )/k_{B}T}}
渗透压也可以通过吉布斯-杜亥姆方程求得，
{\displaystyle -Vd\Pi +N_{+}d\mu _{+}+N_{-}d\mu _{-}=0}
其中，离子的化学势为：
{\displaystyle \mu _{\pm }=\mu _{p}m^{(0)}+kT\ln n_{\pm }+z_{\pm }\psi }
于是，有
{\displaystyle d\Pi =k_{B}T(dn_{+}+dn_{-})+(z_{+}n_{+}+z_{-}n_{-})d\psi }
对上式积分，得渗透压
{\displaystyle {\frac {\Pi }{k_{B}T}}=n_{+}(z)+n_{-}(z)-2n_{0}-{\frac {\epsilon }{2}}\left({\frac {d\psi }{dz}}\right)^{2}}

### 无外加盐
当没有外加盐时，由以上泊松-玻尔兹曼模型，可得两平面的渗透压为
{\displaystyle {\frac {\Pi }{k_{B}T}}={\frac {\epsilon k_{B}T}{2\pi e^{2}}}K^{2}={\frac {K^{2}}{2\pi l_{B}}}}
其中{\displaystyle l_{B}={\frac {e^{2}}{\epsilon k_{B}T}}}为比耶鲁姆长度。{\displaystyle K}满足如下关系：
{\displaystyle Kh\tanh(Kh)=-{\frac {2\pi e\sigma }{\epsilon k_{B}T}}h=h/b}
其中 {\displaystyle b={\frac {\epsilon ek_{B}T}{2\pi e|\sigma |}}} 为古依-恰普曼长度

#### 极限情况
当{\displaystyle h/b\ll 1}，带电表面为弱带电表面，渗透压可近似为：
{\displaystyle {\frac {\Pi }{k_{B}T}}\approx {\frac {1}{\pi l_{B}bh}}}
形式为反离子组成的理想气体的压强。
当{\displaystyle h/b\gg 1}，且{\displaystyle Kh\rightarrow \pi }，带电表面为强带电表面，渗透压可近似为：
{\displaystyle {\frac {\Pi }{k_{B}T}}\approx {\frac {\pi }{2l_{B}h^{2}}}}
渗透压与表面电荷密度无关，形式类似朗缪尔方程。

### 有外加盐
当体系处于1:1的电解质溶液中，两带电平面之间的渗透压为
{\displaystyle {\frac {\Pi }{k_{B}T}}=2n_{0}(\cosh \psi _{m}-1)}
其中{\displaystyle \psi _{m}} 为两平面中心处的电势，它与表面上的电势{\displaystyle \psi _{s}} 满足如下两个关系：
{\displaystyle \psi _{s}=\psi _{m}+{\frac {2\lambda _{D}^{2}}{b^{2}}}}
和
{\displaystyle {\frac {h}{2\lambda _{D}}}=\int _{\psi _{s}}^{\psi _{m}}{\frac {d\psi }{{\sqrt {(}}2\cosh \psi -2\cosh \psi _{m})}}}
其中 {\displaystyle \lambda _{D}=(8\pi l_{B}n_{0})^{-1/2}} 为德拜长度。